# Global Poverty Project
The Global Poverty Project, im deutschsprachigen Raum auch unter dem Handelsnamen Global Citizen bekannt, ist eine in New York ansässige, weltweit aktive NGO, welche mit einem kosmopolitischen Ansatz die Umsetzung von an die Millenniums-Entwicklungsziele angelehnten Forderungen anstrebt.

## Aktionsfelder
Global Citizen ist vorwiegend in den Themenbereichen Frauenrechte, Gesundheit (hier besonders der Kampf gegen Polio), Bildung, Entwicklungszusammenarbeit, Hunger & Ernährungssicherheit, Trinkwasser & Hygiene, Umweltschutz und Kosmopolitismus aktiv.

## Vorgehensweise
Die Unterstützer werden aufgefordert, oftmals zu bestimmten Anlässen, Petitionen, E-Mails, Tweets an Entscheidungsträger zu zeichnen bzw. zu versenden. Auf diese Weise werden von den Aktionsteilnehmern bei Global Citizen Punkte gesammelt, welche etwa für die Teilnahme an Verlosungen von Karten, etwa für Benefizkonzerte oder Festivals eingelöst werden können. Auch werden eigene Veranstaltungen, wie das Global Citizen Festival, welches 2011 als „The End of Polio Concert“ in Perth erstmals stattfand und seitdem jährlich, etwa anlässlich des G20-Gipfels in Hamburg 2017, durchgeführt. Im Jahr 2020 wurde das Festival infolge der COVID-19-Pandemie erstmals online unter der Schirmherrschaft der EU-Kommissionspräsidentin durchgeführt. Zudem wird jährlich der Global Citizen Prize verliehen.